# Швартування

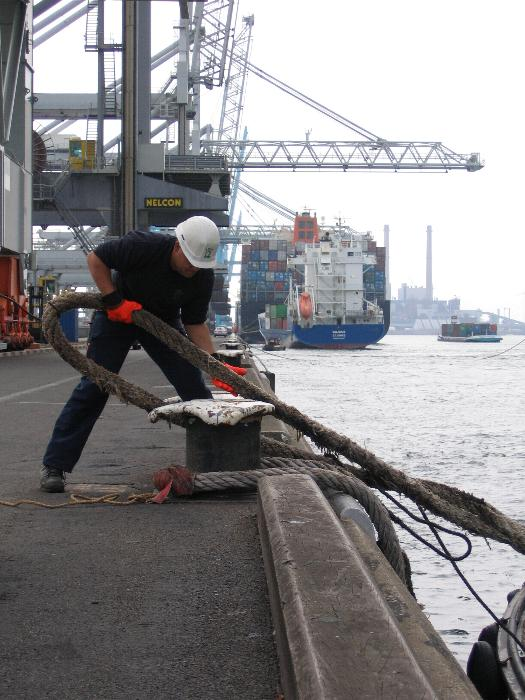
Кріплення швартова на пал

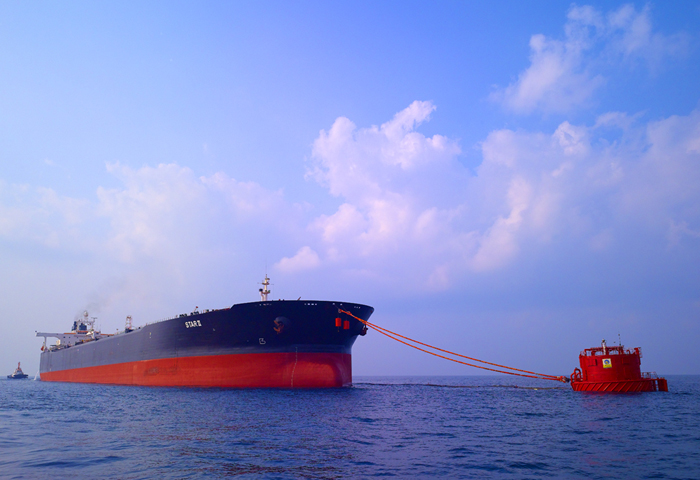
Швартування до бочки

Швартува́ння або шварто́вка — сукупність дій з підходу і кріплення судна за допомогою швартових пристроїв до причальної споруди чи іншого судна.

## Швартовні маневри
Швартування складається з таких маневрів: підходу до причалу з розворотом в потрібному напрямку; підведення судна в певне положення до причалу, інколи за допомогою буксирів; утримання судна в цьому положенні на час подачі швартових; підтягування судна до причалу і кріплення.
|       |                                                 |                                                  |
| № з/п | Найменування швартових                          | Призначення, мета кріплення                      |
| 1     | Носовий поздовжній (англ. Bow line)             | Запобігає руху судна назад (в корму або кормою)  |
| 2     | Носовий притискний (англ. Forward Breast line)  | Притискає до причалу краще інших носових кінців  |
| 3     | Носовий шпринг (англ. Forward Spring line)      | Запобігає руху судна вперед (носом)              |
| 4     | Кормовий шпринг (англ. Aft Spring line)         | Запобігає руху судна назад (в корму або кормою)  |
| 5     | Кормовий прямий швартов (англ. Aft Breast line) | Притискає до причалу краще інших кормових кінців |
| 6     | Кормовий поздовжній (англ. Stern line)          | Запобігає руху судна вперед (носом)              |

## Швартовний пристрій

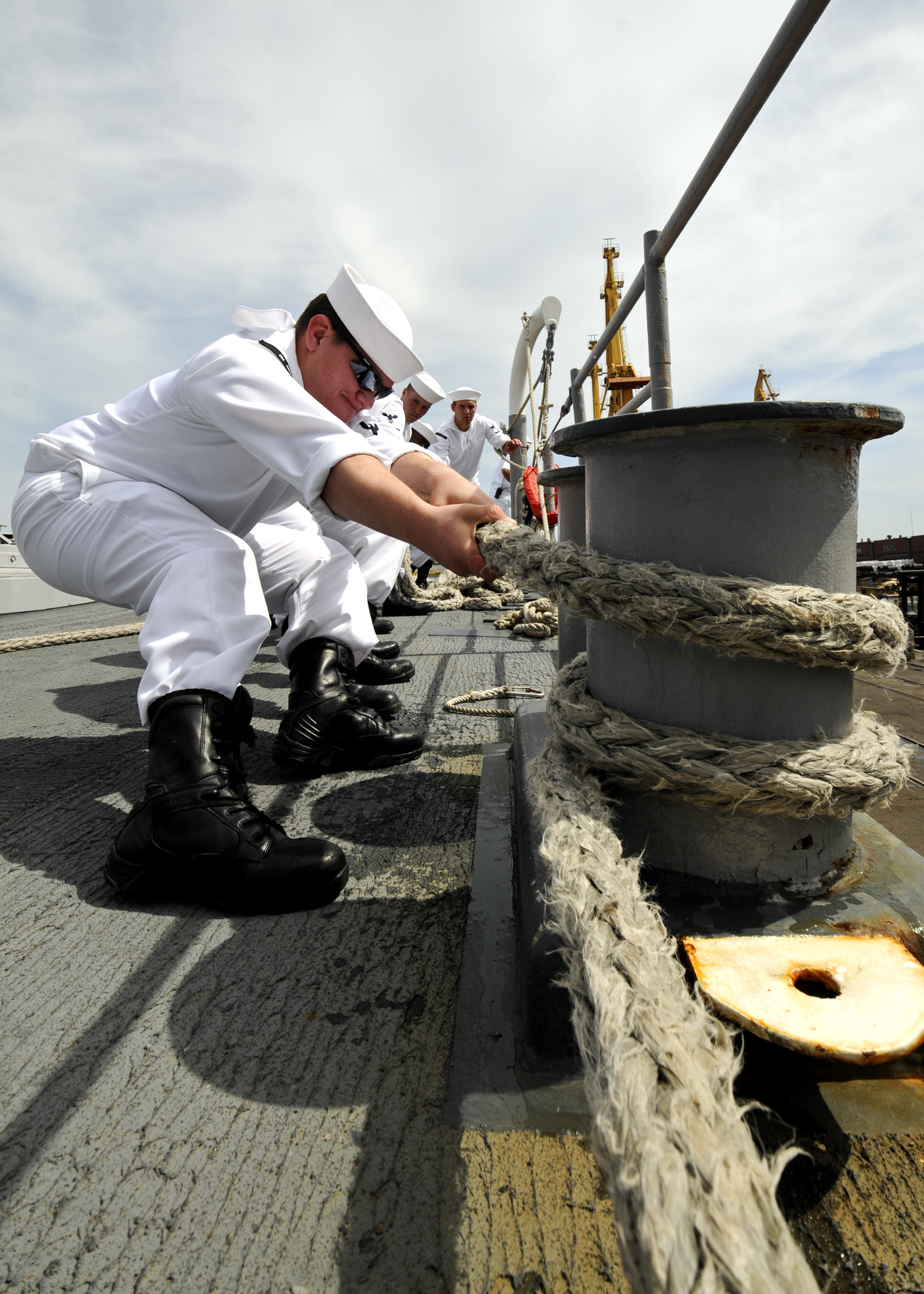
Крейсер ВМС США «Анзіо» в Одеському порту. Швартування.

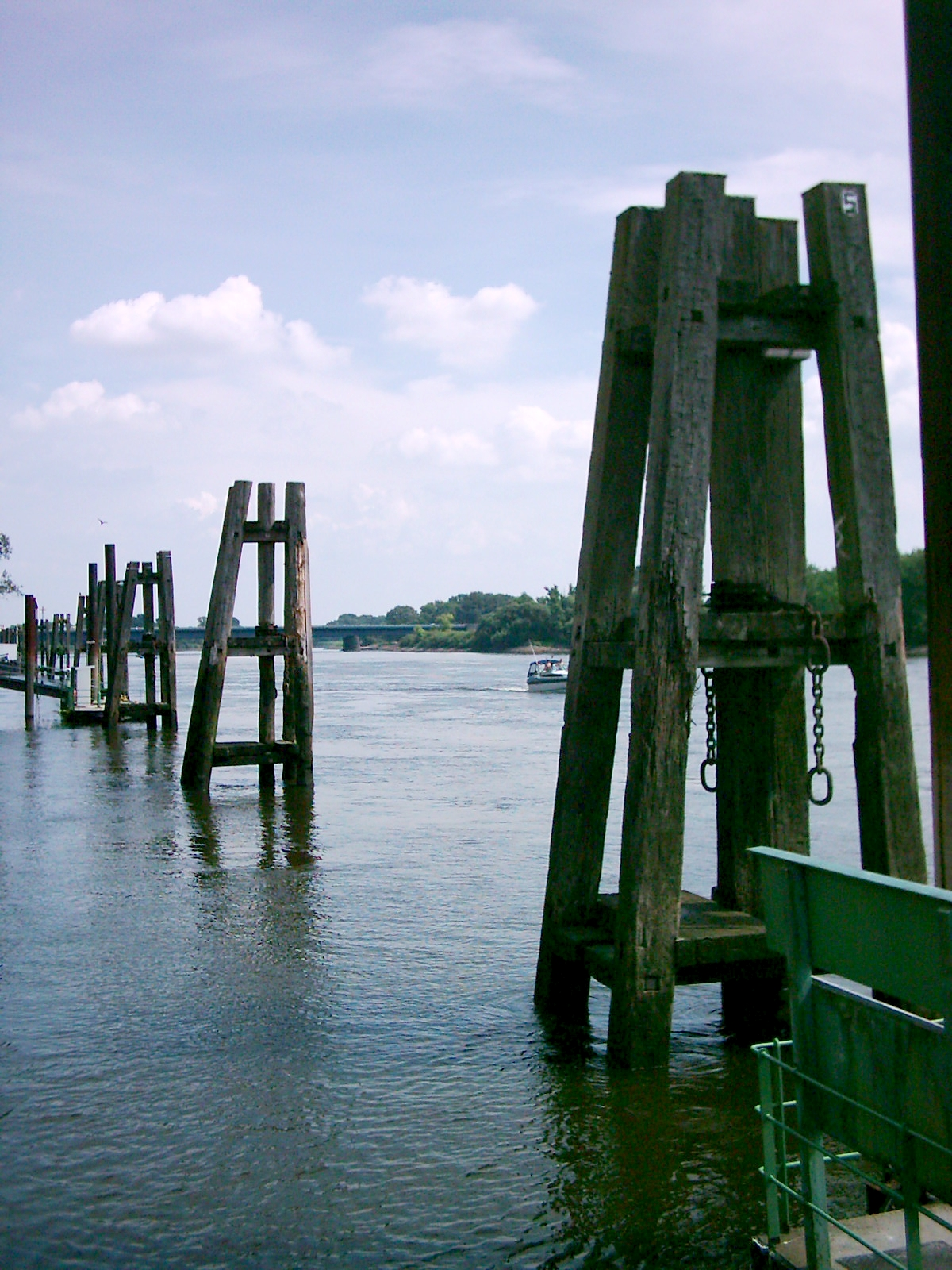
Причальні палі в Німеччині

Шварто́вний при́стрій — сукіпність механізмів і пристроїв, призначених для утримання судна під час стоянки біля причалу, швартових бочок чи інших плавучих споруд, або поряд з іншим судном.

### Типи швартовних пристроїв

#### Берегові пристрої

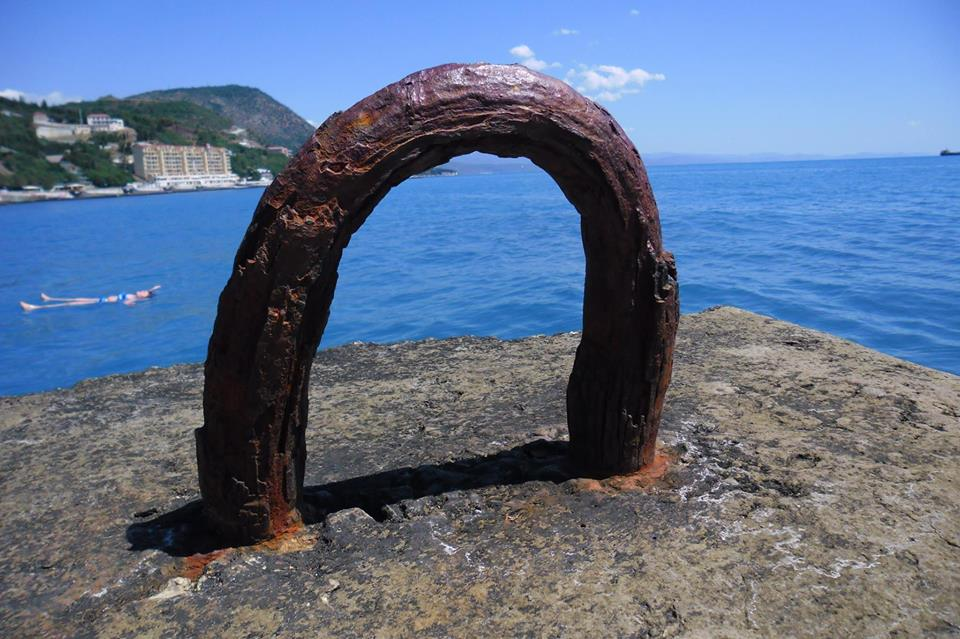
Швартові кільця. АР Крим, Чорне море.

Берегові швартовні пристрої — пристрої, призначені для утримання судна при стоянці біля причальної споруди. Характерними швартовним пристроями є пали — чавунні або сталеві тумби (основні і штормові). Штормові тумби масивніші, розташовані далі від кордону і слугують для швартовки суден при отриманні штормового попередження. Для швартування маломірних суден встановлюються рими у вигляді скоб, кілець чи гаків. Для швартування вдалині від причалу застосовують закріплені на мертвих якорях швартовні бочки.

#### Судновий пристрій
Швартовний пристрій — корабельне устаткування, призначене для швартовки і утримання пришвартованого судна. Може також використовуватися для буксування судна лагом в закритих акваторіях, перетяжки суден вздовж причалу.
До складу суднового швартовного пристрою входять швартови, кнехти (бітенги, качки), швартові клюзи, кіпові планки, стопори, швартові лебідки, шпилі (кабестани, брашпилі), валики, кранці. Розташування і кількість елементів швартовного пристрою на кораблі має забезпечувати можливість його швартовки бортом, носом і кормою до причалу.

#### Швартовне устаткування на напівзануреному буровому устаткованні
Швартовне устаткування, встановлене на напівзануреній буровій платформі, дає змогу втримувати її в стабільному положенні під час буріння й обмежує її хитавицю.

Навігаційний знак «Швартування заборонено»